# Линь Шуанбао
Линь Шуанбао (кит. 林双宝; род. 14 мая 1995, Вэньчжоу, Китай) — китайский спортсменка-парабадминтонистка. Серебряная призёрка летних Паралимпийских игр 2024 в Париже.

## Биография
На летних Паралимпийских играх 2024 в Париже соревновалась в одиночном разряде в классе SH6. В группе победила тайваньскую спортсменку Цай И Линь, американку Джейси Саймон и индианку Нитхью Сре Сиван. В полуфинале вновь победила Нитхью Сре Сиван, а финале уступила соотечественнице Ли Фэнмэй. Брат Линь Шуанбао — парабадминтонист Линь Найли также участвовал на Паралимпиаде-2024, завоевав «золото» в смешанном парном разряде в классе SH6 в команде с Ли Фэнмэй.